# (100276) 1994 XV
1994 أكس في (ويعرف أيضًا باسم (100276) 1994 أكس في وفق تسمية الكوكب الصغير) (بالإنجليزية: 1994 XV)‏ هو كويكب ضمن حزام الكويكبات؛ وترتيبه 100276 من حيث الاكتشاف.
اكتُشف هذا الجُرم الفلكي بواسطة روبرت إتش ماكنوت في 6 ديسمبر 1994.

## وصلات خارجية
- (100276) 1994 XV في قاعدة بيانات مختبر الدفع النفاث لأجرام النظام الشمسي الصغيرة

- الاكتشاف · مخطط المدار ·  العناصر المدارية · المعلمات المادية

- (100276) 1994 XV على موقع ويكي سكاي: DSS2, SDSS, GALEX, IRAS, Hydrogen α, X-Ray, Astrophoto, Sky Map, Articles and images